# Kimmo Tauriainen
Kimmo Tauriainen (Rovaniemi, Finlandia, 16 de marzo de 1972-22 de enero de 2025) fue un futbolista finlandés que jugó en la posición de centrocampista.

## Carrera

### Club
| Periodo   | Club        | Apariciones | Goles |
| --------- | ----------- | ----------- | ----- |
| 1989-1992 | RoPS        | 21          | 0     |
| 1993-1996 | FC Kontu    | 75          | 11    |
| 1996      | PS Kemi     | 21          | 2     |
| 1997      | GBK Kokkola | 5           | 0     |
| 1998–2001 | Atlantis FC | 103         | 16    |
| 2002      | IK Start    | 23          | 4     |
| 2003      | FC Jokerit  | 22          | 0     |
| 2004–2005 | MyPa        | 15          | 3     |
| 2006      | Atlantis FC | 24          | 9     |

### Selección nacional
Jugó para Finlandia sub-21 en una ocasión en 1991. También jugó para la selección de fútbol sala.

## Vida personal y muerte
Tauriainen trabajó como vendedor en Duosport luego de retirarse como futbolista y se casó en el verano de 2009. Era hermano de los también futbolistas Pasi Tauriainen y Vesa Tauriainen, además de tío de los futbolistas Jimi Tauriainen y Julius Tauriainen.
Tauriainen fue diagnosticado con linfoma en 2023. Murió a causa de la enfermedad el 22 de enero de 2025 a los 52 años.

## Logros
- Veikkausliiga: 2005
- Finnish Cup: 2001, 2004